# Generel relativitetsteori
Den generelle relativitetsteori, (også kaldet den almene relativitetsteori) er den geometriske teori om gravitation, som Albert Einstein publicerede i 1915. Denne var en udvidelse af hans specielle relativitetsteori fra 1905, så den også dækkede effekten af tyngdekraften på rum og tid.
Den generelle relativitetsteori kan bruges til at udlede Newtons tyngdelov.

## Teorien
Teorien forudsiger, at alle masser (planeter, solen og stjerner) krummer rummet omkring sig. For et plant snit (to dimensioner) igennem rummet og massen, kan man få en fornemmelse af fænomenet ved at forestille sig et tredimensionelt billede med en billardkugle i midten af et udspændt, elastisk gummiklæde.
Den tredje dimensions hensigt er at illustrere rumdeformationens/"tyngdekraftens" styrke som følge af massen i omegnen. Jo større fordybning af gummiklædet i et givent punkt i det todimensionelle rumudsnit, jo større deformation.
Samme mentale billede viser også hvordan en mindre kugle (f.eks. en golfbold) der droppes et sted på gummiklædet vil komme tættere og tættere på billardkuglen; ikke fordi de er tiltrukket af hinanden, men fordi rummet ’går ned ad bakke’.
Denne illustration har naturligvis mange begrænsninger. Einsteins rumtid består af fire dimensioner, hvoraf tiden er én. Alligevel kan det give en intuitiv forståelse af nogle af de fænomener, der beskrives i den generelle relativitetsteori.
Et andet basalt postulat i Einsteins artikel fra 1916, er det såkaldte ækvivalensprincip, ifølge hvilket naturlovene er de samme i et tyngdefelt (som vi finder det på jordoverfladen) og i et jævnt accelereret system. Effekten er, at man ikke kan måle sig til om man befinder sig på en planet med en tyngdeacceleration på 9,82 m/s² eller om man befinder sig i et rumskib, der accelererer med 9,82 m/s². Har man siddet i et tog og kigget på et andet tog som dækker det meste af ens synsfelt ud af togvognen og som jævnt og langsomt sætter i gang på sporet ved siden af, så har man en fornemmelse af hvad dette postulat indebærer. Er det dem eller os der kører?
Einstein brugte også idéerne fra den almene relativitetsteori på Universet som helhed. På den måde nåede han frem til muligheden for at Universet – i kraft af rumtidskrumningen – kunne være endeligt uden at være afgrænset, ligesom jordoverfladen, der – netop i kraft af krumningen – har et endeligt areal, men ingen grænser.
I årene efter publiceringen i 1916, blev der eksperimenteret med generel relativitet i stor stil. Det førte til eftervisningen af en del af Einsteins postulater, men nu næsten 100 år senere mangler der stadig evidens for nogle af de mere bizarre konsekvenser af den almene relativitetsteori; blandt andet tyngdebølger og sorte huller.

## Krumme koordinatsystemer

### Ækvivalensprincip
Einsteins ækvivalensprincip er en hypotese, der siger, at et system i et tyngdefelt er lokalt ækvivalent med et jævnt accelererede system.

### Metriktensor
Den metriske tensor {\displaystyle g_{\mu \nu }} spiller en afgørende rolle i forståelsen af relativitetsteori, idet den definerer alle infinitesimale afstande i rumtiden {\displaystyle ds}, mellem to fire-vektorer {\displaystyle x^{\mu }}og {\displaystyle x^{\nu }} gennem følgende relation,
{\displaystyle ds^{2}=-c^{2}d\tau ^{2}=g_{\mu \nu }dx^{\mu }dx^{\nu }},
hvor {\displaystyle \tau } er kendt som egentiden.

## Einsteins ligninger
Fra Einsteins Specielle Relativitetsteori, har man den forenklede {\displaystyle E=mc^{2}}, medens den fulde relativistiske ligning er: {\displaystyle E^{2}=m^{2}c^{4}+p^{2}c^{2}}.
Hvor; E er energi i joule. m er massen i kg. c er lysets hastighed i vacuum og p er impulsen. Sidste led i den fulde relativistiske ligning (dvs. efter +) er specielt vigtig for forståelsen af, hvorledes masseløse partikler kan have energi. Denne ligning er gældende i et fladt rum, hvor den metriske tensor tager form, som Minkowskimetrikken ({\displaystyle g_{\mu \nu }=\eta _{\mu \nu }}). 
I Generel Relativitetsteori har man Einsteins feltligninger
{\displaystyle G_{\mu \nu }+\Lambda g_{\mu \nu }={\frac {8\pi G}{c^{4}}}T_{\mu \nu }},
som beskriver hvorledes rummets krumning (venstre side) kan relateres til dets energitæthed (højre side).
På den højre side er G Newtons konstant og {\displaystyle T_{\mu \nu }} er den relativistiske energi/stress tensor.
På den venstre side er {\displaystyle \Lambda } den kosmologiske konstant og {\displaystyle G_{\mu \nu }} er Einstein tensoren
{\displaystyle G_{\mu \nu }=R_{\mu \nu }-{\frac {1}{2}}Rg_{\mu \nu }}.
Denne tensor er udtrykt gennem Riccitensoren {\displaystyle R_{\mu \nu }}, der er en sammentrækning af Riemanntensoren {\displaystyle R_{\mu \nu \rho \lambda }}, som er udtrykt gennem Christoffelsymbolerne {\displaystyle \Gamma _{\mu \nu }^{\rho }}, der er defineret som afledte af metrikken.

## Den Newtonske grænse
Vi ved fra den klassiske mekanik, hvordan masser opfører sig i svage tyngdefelter. Denne teori er testet på så forskellige objekter som æbler og planeter, og en god overensstemmelse er opnået. Når så en teori som almen relativitetsteori konstrueres, må vi kræve at der er overensstemmelse mellem de to teorier i den grænse hvor vi forventer, at Newtons teori gælder. Dvs. hvor alle tyngdefelter er svage, og alle bevægelser er langsomme.

## Schwarzschilds løsning
Schwarzschilds løsning er en statisk sfærisk symmetrisk løsning til Einsteins ligninger i vakuum ({\displaystyle R_{ab}=0})
{\displaystyle ds^{2}={\Bigg (}1-{\frac {r_{g}}{r}}{\Bigg )}dt^{2}-{\Bigg (}{\frac {1}{1-{\frac {r_{g}}{r}}}}{\Bigg )}dr^{2}-r^{2}(d\theta {}^{2}+\sin ^{2}\theta {}d\phi {}^{2}),}
hvor {\displaystyle r_{g}=2GM/c^{2}} kaldes for Schwarzschild-radiussen. Hvis masse komprimeres til denne radius, vil et sort hul blive dannet.

## Eksperimentel bekræftelse af den almene relativitetsteori

### Lysafbøjning
Den almene relativitetsteori fik sin første empiriske bekræftelse i 1919. En engelsk ekspedition til Vestafrika og Brasilien iagttog dette år en lille afbøjning af lyset fra stjerner i retninger nær solskivens rand under en total solformørkelse. En stjerne nær den formørkede sols rand blev observeret i en anden position på himlen, end der hvor den normalt befandt sig. Solens gravitation viste sig altså at krumme rumtiden og dermed bøje lysstrålen fra stjernen.
Eddingtons bekræftelse i 1919 er ikke uden problemer. En senere gennemgang af data har vist, at dens måleusikkerhed er større end den målte afvigelse, men adskillige senere målinger har givet samme resultat, som Eddington mente at have opnået.

### Måling af 8.000 galaksehobe understøtter den Generelle Relativitetsteori
En artikel, skrevet af tre forskere på DARK under Niels Bohr Instituttet med titlen Gravitational redshift of galaxies in clusters as predicted by general relativity udkom i tidsskriftet Nature den 29. september 2011. Artiklen har været gennem nogle måneders peer-review, er baseret på flere års målinger af 8.000 galaksehobe, og giver en stærk understøttelse af den Generelle Relativitetsteoris gyldighed.  .
En populærvidenskabelig artikel på videnskab.dk giver et overblik over forskningsresultatet.